# Максим Каммерер
Макси́м Ка́ммерер — персонаж цикла романов, посвящённых миру Полудня братьев Стругацких. Будучи членом ГСП, открыл разумную киноидную расу голованов. Позднее как сотрудник КОМКОНа-2 открыл люденов и участвовал в ряде предполагаемых поисков и операций против Странников. Был лично знаком с Рудольфом Сикорски, «его ученик» (согласно тексту).

## Список произведений
Максим Каммерер является персонажем романов «Обитаемый остров», «Жук в муравейнике» и «Волны гасят ветер». Также он упоминается в повести «Малыш».

## Биография
Дата рождения Максима Каммерера не может быть установлена однозначно: из текста «Волны гасят ветер» следует, что ему 89 лет в середине 126 года (226 года по исправленной датировке). Это означает, что год его рождения — 36 или 37. В книге же «Жук в муравейнике», действие которой происходит в 78 году, Каммерер говорит, что ему 45 лет, из чего следует, что он родился в 32 или 33 году. В книгах про Максима Каммерера отсутствует точное указание на известное летоисчисление.
Каммерер родился в семье учёного, физика-ядерщика. О юных годах Каммерера нет никакой информации; есть лишь краткие упоминания о его родителях Его достоверная биография начинается с возраста 20 лет. К тому моменту Максим ещё не определился с выбором специальности и становится членом Группы свободного поиска. Однажды Максим вылетает в свободный поиск на исследование звезды, у которой, оказывается, существует планета (Саракш), при посадке на планету с целью её изучения корабль Максима терпит аварию. Максим не имеет возможности покинуть планету и обнаруживает там разумную жизнь.
Пребывая на планете Саракш около полугода, считая себя пропавшим без всякой связи с Землёй, Максим становится активным участником местных политических событий.
Обитатели Саракша знали Каммерера под именем Мак Сим (коротко Мак) и считали его горцем загадочного происхождения. Апофеозом его деятельности стал взрыв центра излучения в Стране Неизвестных Отцов. Каммерер, таким образом, становится одним из первых прогрессоров в истории мира Полудня.
Первым открывает разумную негуманоидную расу голованов на Саракше.
Тогда же на Саракше Максим знакомится с землянином, представителем Комитета Галактической Безопасности Рудольфом Сикорски. Несмотря на то, что Максим совершенно расстроил планы Сикорски по спасению планеты, они сблизились, и Максим стал его учеником и помощником. Максим продолжает работать как прогрессор на Саракше и в 58 году случайно встречается со Львом Абалкиным.
В 78 году Максим — сотрудник отдела в КОМКОН-2 и в его подчинении находится, по крайней мере, два человека. По поручению Сикорски он ищет на Земле прогрессора Льва Абалкина в связи с делом «подкидышей». Расследование по этому делу заканчивается обнаружением Абалкина и его ликвидацией лично Рудольфом Сикорски.

В 95 году Максим Каммерер, начальник отдела Чрезвычайных Происшествий сектора «Урал-Север» КОМКОН-2. Обнаружив несколько чрезвычайных случаев, предположительно, на его взгляд, связанных с возможными действиями Странников, Максим инициирует расследование по теме «Визит старой дамы», теоретической основой для которого становится «меморандум Бромберга» — разработанная доктором Айзеком Бромбергом по просьбе Максима «рабочая модель прогрессорской деятельности Странников в системе человечества Земли». Дело ведёт молодой сотрудник КОМКОН-2 Тойво Глумов. Расследование заканчивается в 99-м году Большим Откровением — обнаружением люденов.
В 125 (225 по исправленной датировке) году к Максиму обращается Майя Глумова с целью пролить больше света на историю ухода её сына, людена Тойво Глумова, от человечества, и Максим в 126 (226 по исправленной датировке) году пишет свой последний мемуар в цикле произведений Мира Полудня.

## Личная жизнь
О личной жизни достоверных сведений почти нет. В начале «Обитаемого острова» упоминается девушка по имени Дженни, но неизвестно, кем она была для Каммерера. Во время пребывания Максима на Саракше в него была влюблена местная девушка Рада Гаал (о её дальнейшей судьбе и отношениях с Максимом сведений нет, по сообщению Бориса Стругацкого, над этим вопросом авторы не задумывались). В повести «Жук в муравейнике» упоминается хобби Максима — выращивание кактусов — и близкий ему человек — Алёна.

## История создания персонажа
В первой публикации «Обитаемого острова» в журнале «Нева» Максим носил фамилию Ростиславский, которая была выбрана таким образом, чтобы аборигенам Саракша, с их односложными именами, было очень сложно её произносить.
Однако при подготовке отдельного издания советская цензура потребовала, чтобы её сменили на более «германскую» (с целью отвлечь внимание читателей от антисоветского подтекста «Обитаемого Острова»). Когда же с отменой цензуры Стругацкие получили, наконец, возможность вернуть героям изначальные имена, они решили этого не делать, поскольку это пришлось бы делать и в последующих произведениях о Каммерере.

## Литературный образ
Т. Бреева рассматривает протипоставление персонажей Рудольфа Сикорски и Максима Каммерера в повести «Обитаемый остров». По ее мнению в этой повести они противопоставляются по линии наивного (Каммерер) и научно-профессионального (Сикорски) дискурсов. Каммерер в своей деятельности на этом этапе реализует модель слияния с объектами воздействия (В данном случае, с обитателями планеты Саракш), а более опытный Сикорски действует по модели внешнего воздействия. В результате ни одна из моделей не приводит к успеху, что рассматривается Бреевой как критика Стругацкими созданной ими же внешне утопической реальности, бессменным протагонистом которой является Горбовский, консистентно демонстрирующий утопическое сознание. Образ Максима Каммерера от повести к повести постепенно изменяется. Если в повести «Обитаемый остров» он, выражая позицию наивного дискурса, является носителем утопического сознания, то в повести «Жук в муравейнике» наступает разочарование. Каммерер видит недостатки казалось бы утопического мира и на этом этапе возможно провести параллель между ним и другим персонажем Стругацких — доном Руматой из повести «Трудно быть богом». В повести «Волны гасят ветер» Каммерер выступает в роли созерцателя необратимого и трагического процесса выделения из землян расы Люденов. По мнению Бреевой, в этой повести в образе Каммерера присутствуют черты человека, ощущающего вину за абсолютизацию утопического сознания.

## Культурное влияние
Максим Каммерер стал героем многих книг, фанфиков, исследований по альтернативной истории «Мира Полудня» и компьютерных игр. Максиму Каммереру как важному литературному герою цикла Мира Полудня посвящён ряд научных исследований.
Каммерер упоминается в книге-исследовании «Чёрная пешка» (альтернатива ненаписанному братьями Стругацкими «Белому Ферзю»), а также он фигурирует в книге Вадима Казакова «Полёт над гнездом лягушки».
Максим Каммерер — герой серии компьютерных игр компании «Акелла» по мотивам романа «Обитаемый остров»
- «Обитаемый Остров: Землянин»
- «Обитаемый Остров: Чужой Среди Чужих»
- «Обитаемый Остров: Послесловие»

На фан-сайтах, обсуждающих творчество Стругацких, Каммерер упоминается применительно к ненаписанной истории проникновения Каммерера в Островную Империю и о том, каково могло быть её устройство.
В фильмах «Обитаемый остров» и «Обитаемый остров: Схватка» роль Максима Каммерера сыграл актёр Василий Степанов, а озвучил Максим Матвеев. Борис Стругацкий положительно отозвался об этой роли, заметив, что в фильме Максим Каммерер такой, каким он его представлял.